# Trifolium michelianum
Trifolium michelianum é uma espécie de planta com flor pertencente à família Fabaceae. Espécie com polinização alogâmica. 
A autoridade científica da espécie é Savi, tendo sido publicada em Flora Pisana 2: 159. 1798.
O seu nome comum é trevo-balansa.

## Portugal
Trata-se de uma espécie presente em Portugal Continental nomeadamente no Baixo Alentejo, Beira Litoral, Estremadura e Trás-os-Montes.
Em termos de naturalidade é introduzido nas regiões atrás indicadas.

## Morfologia
Porte semi-prostrado a erecto, pode chegar a um metro de altura, mas tem tendência a ficar prostrado quando pastoreado. Folhas alternas, frifolioladas.
Floração entre Maio e Junho, com flores muito atractivas para as abelhas. Sementes cordiformes ou ovóide-oblongas, lisas e violáceas ou ocráceas, com cerca de 2 mm.

## Requisitos ambientais
Adapta-se a diversas condições edafoclimáticas. Resistente a temperaturas negativas, até -6 °C. Suporta solos húmidos ou sujeitos a encharcamento temporário e é moderadamente tolerante à salinidade. Tolera uma vasta gama de pH, desde solos ácidos a ligeiramente alcalinos. As sementes resistem à passagem pelo trato digestivo dos animais sem perderem a capacidade de germinarem.

## Protecção
Não se encontra protegida por legislação portuguesa ou da Comunidade Europeia.